# إنريكي بورخا
إنريكي بورخا (بالإسبانية: Enrique Borja)‏ (30 ديسمبر 1945 بمدينة مكسيكو في المكسيك - ) هو لاعب كرة قدم مكسيكي في مركز الهجوم، شارك في كأس العالم 1966 وكأس العالم 1970. وشارك مع منتخب المكسيك لكرة القدم. أما مع النوادي، فقد لعب مع نادي أمريكا ونادي أونيفرسيداد ناسيونال.

## وصلات خارجية
- إنريكي بورخا على موقع الاتحاد الدولي (مؤرشف)  (الإنجليزية)
- إنريكي بورخا على موقع قاعدة بيانات كرة القدم.إي يو (الإنجليزية)
- إنريكي بورخا على موقع ناشيونال فوتبول تيمز (الإنجليزية)